# Ein starker Abgang
Ein starker Abgang (engl. Originaltitel: Bright Lights, Big City) ist ein Roman von Jay McInerney aus dem Jahr 1986, der im Original im Jahre 1984 erstveröffentlicht wurde. Der Roman diente als Basis für das 1988 von James Bridges verfilmte Melodram Die grellen Lichter der Großstadt.

## Inhalt
Der Schlüsselroman beschäftigt sich mit dem oberflächlichen Berufs- und Privatleben der Bessergestellten (hier vor allem der New Yorker Gesellschaft) in den 1980er Jahren und bietet einen kurzen, aber prägnanten Erzählstil aus der Perspektive eines namenlosen Ich-Erzählers auf, der selbst bei einem wichtigen New Yorker Society Magazin als Fact-Checker tätig ist und Artikel auf ihren Wahrheitsgehalt bezüglich Orten, Zeit, Personen etc. zu überprüfen hat.
Im Laufe des Romans verlässt ihn seine Freundin, das Top-Model Amanda. Er verbringt mit seinem mondänen Freund Tad Allagash die Nächte in edlen Manhattaner Discos, nimmt Kokain. Er verliert seinen Job, lernt ein Mädchen vom Lande kennen und verliert mit der Zeit das Vertrauen der Leute in den Nightclubs, auf den Fashion-Shows und Partys. Auch seine Kreditkarte wird am Automaten nicht mehr angenommen und ihm vergeht die Lust an Kult und Konsum.

## Kritik
„Eine geistreiche Farce auf das Großstadtleben der achtziger Jahre. Mit einem scharfen Blick für Kurioses führt Jay McInerney die Posen und modischen Rituale der nächtlichen Großstadt vor. Hinter der Komik jedoch lauert das Schicksal eines jungen Mannes, der in die Gesellschaft der Menschen eintreten will, aber keine menschliche Gesellschaft vorfindet.Ein Schlüsselroman der Yuppie-Generation. Witzig, boshaft, und vor allem präzise geschrieben.“

„Einen Prototyp konstruierte der damals knapp 30jährige Jay McInerney mit "Bright Lights, Big City". In immer neuen, abenteuerlich schlecht geschriebenen Anläufen kreist er um die existentielle Krise morgens um sechs, wenn das einzige Mädchen in der Disco eine tätowierte Glatze hat und die Kokainvorräte verbraucht sind - keine Frage in diesem ganzen Erguß, die einen anderen als seinen Hausdealer interessieren könnte, kein Problem, das nicht durch Alka Seltzer zu lösen wäre.“